# ナタリー・タルマッジ
ナタリー・タルマッジ（Natalie Talmadge、1896年4月29日 - 1969年6月19日）は、アメリカ合衆国の無声映画時代の女優である。女優ノーマ・タルマッジの妹、コンスタンス・タルマッジの姉であり、俳優バスター・キートンと一時結婚していた。

## 生涯
タルマッジは1896年4月29日にニューヨーク市ブルックリン区の貧しい家庭に生まれた。アルコール依存症の父フレデリックは、タルマッジが幼いときに家族を置いて家を出た。残された母マーガレット（愛称ペグ）は、洗濯をして生計を立てていた。ノーマをニッケルオデオン（映画館）のポスターのモデルにしてはどうかと友人から勧められた母親の決断により、タルマッジ家の三姉妹は女優としてのキャリアをスタートさせた。
タルマッジは、映画『イントレランス』（1916年）や"The Passion Flower"（1921年）などで姉妹と共演した。バスター・キートン主演の『荒武者キートン』（1923年）にヒロインとして出演したのを最後に女優を引退した。

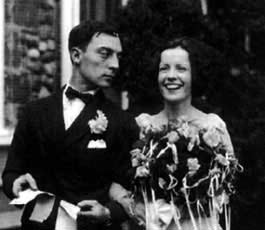
タルマッジとバスター・キートンとの結婚式（1921年5月31日）

タルマッジは俳優のバスター・キートンと1921年に結婚した。結婚式は1921年5月31日に、クイーンズ区ベイサイドにある姉ノーマの家で行われた。タルマッジはカトリック教徒だったが、結婚式は人前式で行われた。
キートンとの間には、ジョセフ(1922-2007)とロバート(1924-2009)の2人の息子がいた。夫妻はビバリーヒルズで贅沢な生活をし、タルマッジは大量の服を買い込んだ。1924年に2人目の子供が生まれた後、タルマッジはこれ以上子供を作らないために、キートンとは別の部屋で生活することを決め、キートンはこれを受け入れた。
1928年にキートンがMGMと契約した頃から、キートンのキャリアは低迷し始めた。1933年8月10日にキートンとの離婚が成立した。このときからタルマッジは、2人の息子に非公式に「タルマッジ」を姓として名乗らせた。1942年6月、裁判所により息子たち（当時18歳と20歳）の改姓が正式に認められた。
晩年のタルマッジは体を悪くし、サンタモニカの療養ホームに入居していた。1969年6月9日、心不全によりサンタモニカ病院で死去した。遺体はハリウッド・フォーエバー墓地に埋葬されている。

## フィルモグラフィ
| 年   | タイトル                                                         | 役                            | 備考                                                                   |
| ---- | ---------------------------------------------------------------- | ----------------------------- | ---------------------------------------------------------------------- |
| 1916 | イントレランス Intolerance                                       | Favourite of the Harem        | クレジットなし                                                         |
| 1917 | His Wedding Night                                                | Pretty Lady in Car            | 短編、クレジットなし                                                   |
| 1917 | A Country Hero                                                   | Unknown role, bit part        | 短編、喪失、クレジットなし                                             |
| 1918 | ファッティとキートンのアウト・ウェスト Out West                  | N/A                           | Writer only                                                            |
| 1919 | 孤島の烽火 The Isle of Conquest                                  | Janis Harmon                  | 喪失                                                                   |
| 1919 | The Fall of Babylon                                              | Favourite of the Harem        | 『イントレランス』バビロン編のみを独立の映画としたもの。クレジットなし |
| 1920 | 恋の名人 The Love Expert                                         | Dorcas Winthrop               |                                                                        |
| 1920 | 清濁 Yes or No?                                                  | Emma Martin                   |                                                                        |
| 1921 | キートンの化物屋敷 The Haunted House                             | Fainting Female Bank Customer | 短編、クレジットなし                                                   |
| 1921 | 情熱の薔薇 The Passion Flower                                    | Milagros                      |                                                                        |
| 1923 | 荒武者キートン Our Hospitality                                   | Virginia Carfield             | Final film role                                                        |
| 1924 | スクリーン・スナップショット 第5シリーズ第1回 Screen Snapshots   | 本人                          | 短編                                                                   |
| 1939 | スクリーン・スナップショット 第18シリーズ第12回 Screen Snapshots | 本人                          | 短編                                                                   |